# パワーセンター
パワーセンター (Power center) とは、商業施設の形態の一つで、郊外に立地し、ディスカウントストアなどの安売り店が集合したショッピングセンターである。1980年代後半からアメリカで普及した業態であり、土地の安い幹線道路沿いに立地し、自家用車で訪れる顧客を対象としている。従来のショッピングセンターとの大きな違いは、施設の大半を安売りの専門店が占めるところにある。

## 概要
パワーセンターの定義は、本場のアメリカでも定まっていないが、おおむね売場面積が3万m2以上で、ディスカウント業態の専門店がキーテナントとして5店以上出店していることが定説となっている。アメリカで最初のパワーセンターは、1989年にサンフランシスコ郊外のコルマ市に開業した「メトロ280センター」とされる。
日本における最初のパワーセンター型ショッピングセンターは、1991年11月に大阪府東大阪市に開業した近鉄ハーツである（2010年3月末をもって閉店）。ただし、日本のパワーセンター型ショッピングセンターは、本場のアメリカほど大規模ではなく、敷地面積3万m2クラスの小規模な施設が多い。

## 日本の主なパワーセンター
- パワーセンターコムス（北海道札幌市手稲区）
- イオンタウン茨島パワーセンター（秋田県秋田市）
- パワーモール前橋みなみ（群馬県前橋市）
- パワーモールおおた（群馬県太田市）
- 上越ウイングマーケットセンター（新潟県上越市）
- イオンタウン四日市泊（三重県四日市市） - 中部地方初のパワーセンター[2]。現在は建て替えに伴いエンクローズドモール化。
- イオンタウン芸濃（三重県津市）
- イオンタウン菰野（三重県菰野町）
- パワーセンター大津（滋賀県大津市）
- 奈良パワーセンター（奈良県奈良市）